# Liste des doyens des députés de France
La liste des doyens des députés de France rassemble les députés qui, le jour de leur élection, étaient les doyens de l'Assemblée nationale française sous ses différentes dénominations depuis la Révolution française. Le doyen d'âge préside la première séance d'une législature et il est assisté des six plus jeunes députés, qui remplissent les fonctions de secrétaires jusqu'à l'élection du bureau.

## Liste
| Régime politique                                   | Chambre                              | Législature        | Député                                               | Début du mandat    | Âge au début du mandat      |
| -------------------------------------------------- | ------------------------------------ | ------------------ | ---------------------------------------------------- | ------------------ | --------------------------- |
| Ancien Régime                                      | Assemblée nationale constituante     | Législature unique | Jean-Baptiste Amédée de Grégoire de Saint-Sauveur ?  | 28 mars 1789       | 79 ans, 9 mois et 4 jours   |
| Monarchie constitutionnelle française              | Assemblée nationale législative      | Législature unique | Claude Batault                                       | 1er septembre 1791 | 75 ans, 4 mois et 30 jours  |
| Première République                                | Convention nationale                 | Législature unique | Louis Lonqüeue ?                                     | 6 septembre 1792   | 74 ans, 7 mois et 11 jours  |
| Première République                                | Conseil des Cinq-Cents               | Législature unique | Nicolas Raffron de Trouillet                         | 16 octobre 1795    | 72 ans, 7 mois et 26 jours  |
| Premier Empire                                     | Corps législatif                     | Législature unique | André Morellet ?                                     | 25 décembre 1799   | 72 ans, 9 mois et 18 jours  |
| Première Restauration                              | Chambre des députés des départements | Législature unique | André Morellet                                       | 4 juin 1814        | 87 ans, 2 mois et 28 jours  |
| Premier Empire                                     | Chambre des représentants            | Législature unique | Louis Gabriel Philibert Debranges                    | 12 mai 1815        | 77 ans, 3 mois et 2 jours   |
| Seconde Restauration                               | Chambre des députés des départements | Ire législature    | Claude Alexis Cochard                                | 7 octobre 1815     | 72 ans, 5 mois et 6 jours   |
| Seconde Restauration                               | Chambre des députés des départements | IIe législature    | Jean-François Anglès                                 | 11 avril 1816      | 79 ans, 7 mois et 4 jours   |
| Seconde Restauration                               | Chambre des députés des départements | IIIe législature   | Pierre Chilhaud de La Rigaudie                       | 23 mars 1824       | 74 ans, 6 mois et 6 jours   |
| Seconde Restauration                               | Chambre des députés des départements | IVe législature    | Dominique Dufour de Pradt                            | 2 mai 1828         | 69 ans et 9 jours           |
| Monarchie de Juillet                               | Chambre des députés                  | Ire législature    | Pierre Chilhaud de La Rigaudie                       | 29 juillet 1830    | 80 ans, 8 mois et 12 jours  |
| Monarchie de Juillet                               | Chambre des députés                  | IIe législature    | Charles Jacques Nicolas Duchâtel                     | 23 juillet 1831    | 80 ans, 1 mois et 24 jours  |
| Monarchie de Juillet                               | Chambre des députés                  | IIIe législature   | Joseph de Gras de Préville                           | 31 juillet 1834    | 79 ans, 6 mois et 21 jours  |
| Monarchie de Juillet                               | Chambre des députés                  | IVe législature    | Pierre Barthélémy de Nogaret                         | 18 décembre 1837   | 75 ans, 5 mois et 19 jours  |
| Monarchie de Juillet                               | Chambre des députés                  | Ve législature     | Joseph de Gras de Préville                           | 4 avril 1839       | 84 ans, 2 mois et 25 jours  |
| Monarchie de Juillet                               | Chambre des députés                  | VIe législature    | Joseph de Gras de Préville                           | 26 juillet 1842    | 87 ans, 6 mois et 16 jours  |
| Monarchie de Juillet                               | Chambre des députés                  | VIIe législature   | Jacques Charles Dupont de l'Eure                     | 17 août 1846       | 79 ans, 5 mois et 21 jours  |
| Deuxième République                                | Assemblée nationale                  | Législature unique | Jacques Charles Dupont de l'Eure                     | 4 mai 1848         | 81 ans, 2 mois et 7 jours   |
| Deuxième République                                | Assemblée nationale législative      | Législature unique | Auguste Hilarion de Kératry                          | 28 mai 1849        | 79 ans et 5 mois            |
| Second Empire                                      | Corps législatif                     | Ire législature    | Étienne Sapey                                        | 29 mars 1852       | 81 ans, 1 mois et 9 jours   |
| Second Empire                                      | Corps législatif                     | IIe législature    | Étienne Sapey                                        | 28 novembre 1857   | 86 ans, 9 mois et 8 jours   |
| Second Empire                                      | Corps législatif                     | IIIe législature   | Jean-Gabriel de Boissy d'Anglas                      | 5 novembre 1863    | 80 ans, 7 mois et 3 jours   |
| Second Empire                                      | Corps législatif                     | IVe législature    | Xavier Louis Réguis                                  | 28 avril 1869      | 78 ans, 5 mois et 16 jours  |
| Troisième République                               | Assemblée nationale                  | Législature unique | Louis-Madeleine-Clair-Hippolyte Gaulthier de Rumilly | 12 février 1871    | 76 ans, 2 mois et 4 jours   |
| Troisième République                               | Chambre des députés                  | Ire législature    | François-Vincent Raspail                             | 8 mars 1876        | 82 ans, 1 mois et 8 jours   |
| Troisième République                               | Chambre des députés                  | IIe législature    | François-Vincent Raspail                             | 7 novembre 1877    | 83 ans, 9 mois et 9 jours   |
| Troisième République                               | Chambre des députés                  | IIIe législature   | Victor Guichard                                      | 28 octobre 1881    | 78 ans, 2 mois et 10 jours  |
| Troisième République                               | Chambre des députés                  | IVe législature    | Pierre Blanc                                         | 10 novembre 1885   | 79 ans, 4 mois et 21 jours  |
| Troisième République                               | Chambre des députés                  | Ve législature     | Pierre Blanc                                         | 12 novembre 1889   | 83 ans, 4 mois et 23 jours  |
| Troisième République                               | Chambre des députés                  | VIe législature    | Pierre Blanc                                         | 15 octobre 1893    | 87 ans, 3 mois et 25 jours  |
| Troisième République                               | Chambre des députés                  | VIIe législature   | Charles Boysset                                      | 1er juin 1898      | 81 ans, 1 mois et 3 jours   |
| Troisième République                               | Chambre des députés                  | VIIIe législature  | Jean Placide Turigny                                 | 1er juin 1902      | 80 ans, 4 mois et 15 jours  |
| Troisième République                               | Chambre des députés                  | IXe législature    | François Césaire de Mahy                             | 1er juin 1906      | 75 ans, 10 mois et 10 jours |
| Troisième République                               | Chambre des députés                  | Xe législature     | Louis Passy                                          | 1er juin 1910      | 79 ans, 5 mois et 28 jours  |
| Troisième République                               | Chambre des députés                  | XIe législature    | Armand de Mackau                                     | 1er juin 1914      | 81 ans, 6 mois et 3 jours   |
| Troisième République                               | Chambre des députés                  | XIIe législature   | Jules Siegfried                                      | 8 décembre 1919    | 82 ans, 9 mois et 26 jours  |
| Troisième République                               | Chambre des députés                  | XIIIe législature  | Adolphe Pinard                                       | 1er juin 1924      | 80 ans, 3 mois et 28 jours  |
| Troisième République                               | Chambre des députés                  | XIVe législature   | Maurice Sibille                                      | 1er juin 1928      | 81 ans et 11 jours          |
| Troisième République                               | Chambre des députés                  | XVe législature    | Henri-Constant Groussau                              | 1er juin 1932      | 80 ans, 11 mois et 15 jours |
| Troisième République                               | Chambre des députés                  | XVIe législature   | Antoine Sallès                                       | 1er juin 1936      | 76 ans et 13 jours          |
| Gouvernement provisoire de la République française | Assemblée constituante de 1945       | Législature unique | Paul Cuttoli                                         | 6 novembre 1945    | 81 ans, 4 mois et 9 jours   |
| Gouvernement provisoire de la République française | Assemblée constituante de 1946       | Législature unique | Marcel Cachin                                        | 11 juin 1946       | 76 ans, 8 mois et 22 jours  |
| Quatrième République                               | Assemblée nationale                  | Ire législature    | Marcel Cachin                                        | 28 novembre 1946   | 76 ans, 1 mois et 1 jour    |
| Quatrième République                               | Assemblée nationale                  | IIe législature    | Marcel Cachin                                        | 5 juillet 1951     | 81 ans, 9 mois et 15 jours  |
| Quatrième République                               | Assemblée nationale                  | IIIe législature   | Marcel Cachin                                        | 19 janvier 1956    | 86 ans, 3 mois et 30 jours  |
| Cinquième République                               | Assemblée nationale                  | Ire législature    | Félix Kir                                            | 30 novembre 1958   | 82 ans, 10 mois et 8 jours  |
| Cinquième République                               | Assemblée nationale                  | IIe législature    | Félix Kir                                            | 18 novembre 1962   | 86 ans, 9 mois et 27 jours  |
| Cinquième République                               | Assemblée nationale                  | IIIe législature   | Hippolyte Ducos                                      | 12 mars 1967       | 85 ans, 5 mois et 8 jours   |
| Cinquième République                               | Assemblée nationale                  | IVe législature    | Hippolyte Ducos                                      | 30 juin 1968       | 86 ans, 8 mois et 26 jours  |
| Cinquième République                               | Assemblée nationale                  | Ve législature     | Virgile Barel                                        | 11 mars 1973       | 83 ans, 2 mois et 22 jours  |
| Cinquième République                               | Assemblée nationale                  | VIe législature    | Marcel Dassault                                      | 19 mars 1978       | 86 ans, 1 mois et 25 jours  |
| Cinquième République                               | Assemblée nationale                  | VIIe législature   | Marcel Dassault                                      | 21 juin 1981       | 89 ans, 4 mois et 30 jours  |
| Cinquième République                               | Assemblée nationale                  | VIIIe législature  | Marcel Dassault                                      | 2 avril 1986       | 94 ans, 2 mois et 11 jours  |
| Cinquième République                               | Assemblée nationale                  | IXe législature    | Édouard Frédéric-Dupont                              | 12 juin 1988       | 85 ans, 11 mois et 2 jours  |
| Cinquième République                               | Assemblée nationale                  | Xe législature     | Charles Ehrmann                                      | 28 mars 1993       | 81 ans, 5 mois et 21 jours  |
| Cinquième République                               | Assemblée nationale                  | XIe législature    | Charles Ehrmann                                      | 1er juin 1997      | 85 ans, 7 mois et 25 jours  |
| Cinquième République                               | Assemblée nationale                  | XIIe législature   | Georges Hage                                         | 16 juin 2002       | 80 ans, 9 mois et 5 jours   |
| Cinquième République                               | Assemblée nationale                  | XIIIe législature  | Loïc Bouvard                                         | 17 juin 2007       | 78 ans, 5 mois et 7 jours   |
| Cinquième République                               | Assemblée nationale                  | XIVe législature   | François Scellier                                    | 17 juin 2012       | 76 ans, 1 mois et 10 jours  |
| Cinquième République                               | Assemblée nationale                  | XVe législature    | Bernard Brochand                                     | 18 juin 2017       | 79 ans et 13 jours          |
| Cinquième République                               | Assemblée nationale                  | XVIe législature   | José Gonzalez                                        | 19 juin 2022       | 79 ans, 1 mois et 22 jours  |
| Cinquième République                               | Assemblée nationale                  | XVIIe législature  | José Gonzalez                                        | 7 juillet 2024     | 81 ans, 2 mois et 9 jours   |